# Anthemis deserticola
Anthemis deserticola là một loài thực vật có hoa trong họ Cúc. Loài này được Krasch. & Popov mô tả khoa học đầu tiên năm 1933.